# BS 25999
La BS 25999 se trata de una norma certificable en la que se tiene como objeto la gestión del plan de continuidad del negocio fundamentalmente enfocado a la disponibilidad de la información, uno de los activos más importantes hoy en día para cualquier organización.
La norma se creó ante la necesidad que tienen las organizaciones de implementar mecanismos o técnicas, que minimicen los riesgos a los que están expuestas, para conseguir una alta disponibilidad de las actividades de su negocio. 
La norma consiste en una serie de «recomendaciones o buenas prácticas» para facilitar la recuperarción de los recursos que permiten el funcionamiento normal de un negocio, en caso de que ocurra un desastre. En este contexto, se tienen en cuenta tanto los recursos humanos, como las infraestructuras, la información vital, las tecnologías de la información y los equipos que la soportan. 

## Historia
BS 25999 es un estándar británico desarrollado como plan de continuidad del negocio (business continuity management, BCM') y ha sido desarrollada por un amplio grupo de expertos de relevancia mundial de los sectores de la industria y de la administración. Es una actualización de normas anteriores
La norma ha sido publicada en dos partes:
* BS 25999-1:2006, Parte 1: se trata de un documento orientativo que proporciona las recomendaciones prácticas para el BCM.
* BS 25999-2:2007, Parte 2: establece los requisitos para un sistema de gestión de la continuidad (BCM00). Esta es la parte de la norma que se certifica a través de una etapa de implementación, de auditoría y posterior certificación.

## Fases de su implementación
El núcleo de esta normativa es el plan de continuidad del negocio o también denominado por sus siglas en inglés como BCM (Business Continuity Management). Las fases principales son:
- Evaluación e identificación de los riesgos (identificación de amenazas internas y externas).
- Análisis de impacto en el negocio (Business Impact Analysis, BIA00). Valoración del impacto de las amenazas en el negocio.
- Desarrollo de planes para la continuidad del negocio.
- Implementación de los planes para la continuidad del negocio.
- Comunicación y formación del plan de continuidad del negocio.
- Mantenimiento y pruebas periódicas del plan de continuidad del negocio.